# 広渠門外駅
広渠門外駅（こうきょもんがい-えき）は中華人民共和国北京市東城区に位置する北京地下鉄7号線の駅である。2014年12月28日に開業した。

## 駅構造

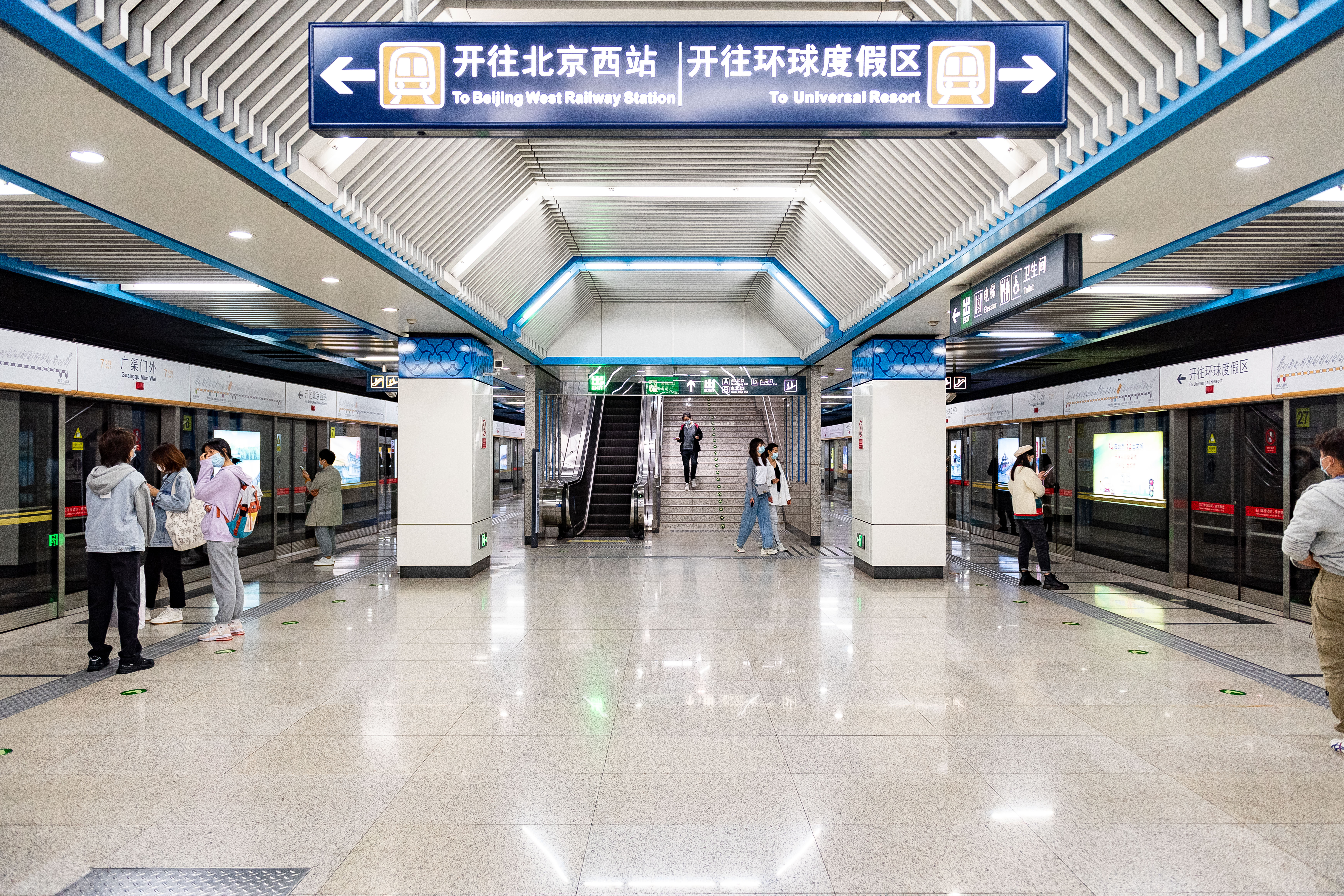
ホーム

島式ホーム1面2線の地下駅である。

## 歴史
- 2014年12月28日 - 7号線が開業。

## 隣の駅
北京地下鉄
■7号線
広渠門内駅 - 広渠門外駅 - 双井駅
座標: 北緯39度53分36秒 東経116度26分50秒 / 北緯39.893444度 東経116.447167度